# Elsevier

Logotipo da Elsevier

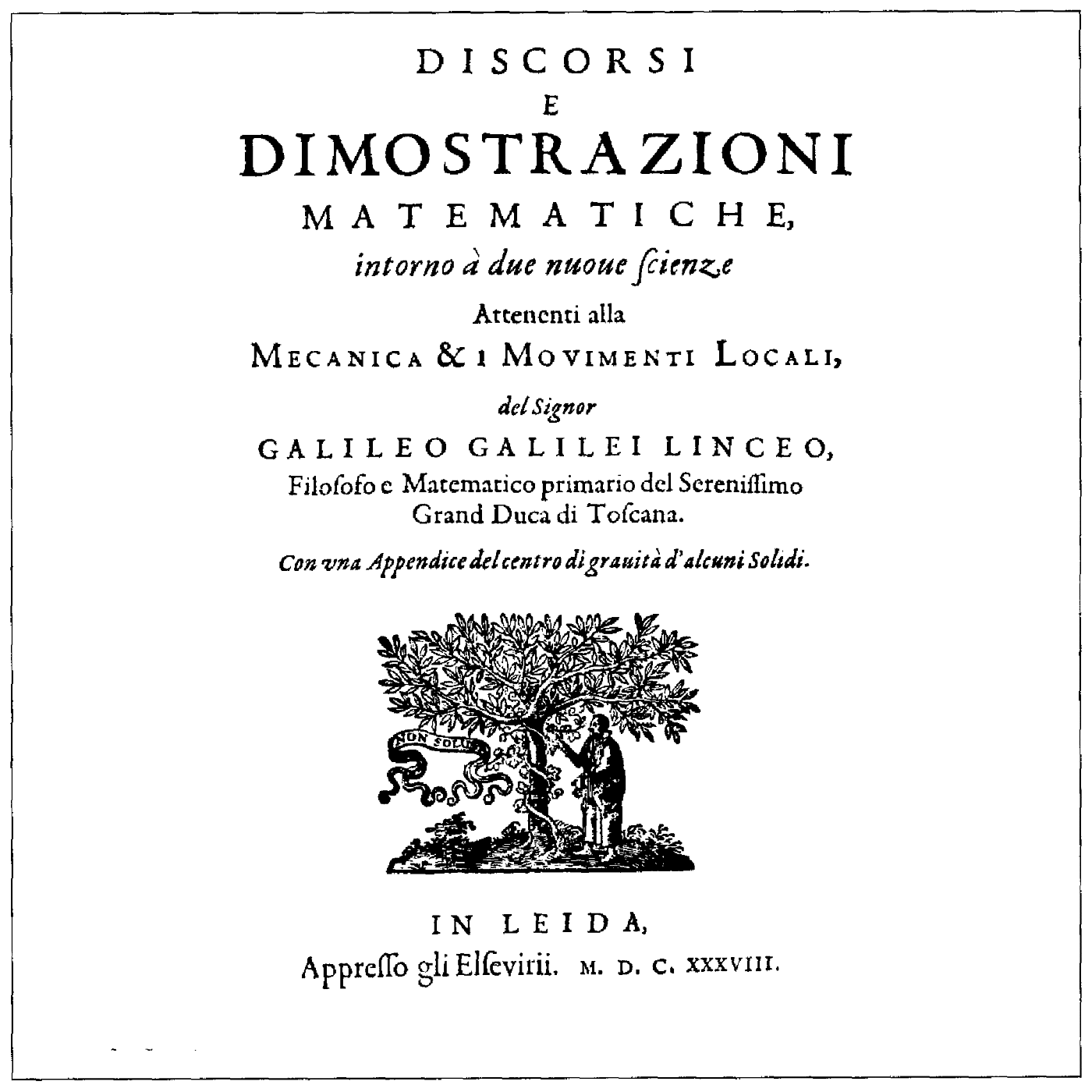
Capa de Discorsi e Dimostrazioni Matematiche Intorno a Due Nuove Scienze publicada em Leiden em 1638. O logotipo da árvore é utilizado pela editora Elsevier.

Elsevier é uma empresa editorial holandesa especializada em conteúdo científico, técnico e médico. É uma das seis empresas que domina a publicação científica no mundo inteiro.
A moderna companhia de publicações, foi fundada em 1880. A empresa evoluiu de uma pequena editora holandesa dedicada a publicações acadêmicas clássicas para uma companhia de publicações multimédia internacional que oferece mais de 20.000 produtos para as comunidades da área de educação, ciências e saúde de todo o mundo. O nome Elsevier foi retirado da original House of Elzevir, uma editora familiar holandesa fundada em 1580.
Faz parte do RELX Group, conhecido até 2015 como Reed Elsevier. Com sua sede localizada em Amesterdã, a companhia tem operações em todo o mundo. A empresa é uma das 6 que oligopolizam a área científica no mundo.
O grupo tem sido criticado no meio acadêmico por instituições como Stanford University, Harvard University e University of California por seus altos preços nos periódicos e recursos eletrônicos, bem acima das outras editoras.
A Elsevier possui as divisões de Ciência & Tecnologia e de Ciências Médicas.

## Ciência & Tecnologia
Herman van Campenhout é o CEO.
O público alvo são as instituições de pesquisa acadêmicas e governamentais, laboratórios de pesquisa corporativos, bibliotecas, pesquisadores científicos, autores e editores.
Entre os produtos e serviços de maior destaque, estão: ScienceDirect, Scopus, Scirus, EMBASE, Engineering Village, Compendex, MDL Isentris, Cell, Illumin8, e The Lancet.
Há diversas subsidiárias da Elsevier, cujos nomes aparecem nos produtos publicados, sendo que muitas eram companhias independentes:
Academic Press, Architectural Press, Butterworth-Heinemann, CMP, Digital Press, Focal Press, Gulf Professional Publishing, Morgan Kaufmann, Newnes, Pergamon, Pergamon Flexible Learning e Syngress Publishing.

## Ciências Médicas
Brian Nairn era o CEO. Actualmente o CEO é Kumsal Bayazit, que foi nomeado em 15 de fevereiro de 2019.
O público alvo são os médicos, enfermeiros, estudantes de ciências médicas, pesquisadores, companhias farmacêuticas, hospitais e instituições de pesquisa. As publicações são feitas em 12 idiomas, incluindo inglês, alemão, francês, espanhol, italiano, português, polonês, japonês e chinês.
As publicações de destaque incluem: a série 'Consult' (FirstCONSULT, PathCONSULT, NursingCONSULT, MDConsult, StudentCONSULT), Virtual Clinical Excursions, diversos trabalhos de referência, como Anatomia de Gray, Pediatria de Nelson, Dicionário Médico Ilustrado de Dorland, Atlas da Anatomia Humana de Netter, além de versões online de diversos periódicos , incluindo The Lancet e FEBS Letters.
Entre as companhias independentes, agora subsidiárias da Elsevier estão: Saunders, Mosby, Churchill Livingstone, Butterworth-Heinemann e Hanley & Belfus.